# Samson Gunzenhauser
Samson Gunzenhauser (geboren am 21. März 1830 in Binswangen; gestorben am 13. Februar 1893 in Mergentheim) war ein deutscher Rabbiner.

## Leben
Samson Gunzenhauser wurde 1830 in Binswangen in der Nähe von Dillingen an der Donau, als Sohn des Rabbiners Isak Hirsch Gunzenhauser und Esther Fränkels, geboren. In der Landgemeinde gab es seit dem frühen 17. Jahrhundert eine jüdische Gemeinde mit einem kleinen jüdischen Friedhof. Er hatte Talmudunterricht bei Abraham Adler in Aschaffenburg und bei Seligmann Bär Bamberger in Würzburg. Bis 1850 besuchte er das Gymnasium in Dillingen. Von 1850 bis 1852 studierte er in Würzburg und von 1852 bis 1853 in München. Am 22. November 1853 wurde er von Hirsch Aub in München ordiniert. Danach kam er zurück nach Binswangen, wo er weitere Studien bei seinem Vater betrieb. Im Dezember 1854 absolvierte er die Staatsprüfung in Augsburg.
Gunzenhauser war ab 1855 Distriktrabbiner in Reckendorf, 1859 Rabbinatsverweser in der jüdischen Gemeinde Buttenhausen bei Münsingen auf der Schwäbischen Alb und ab 1860 Bezirksrabbiner daselbst. 1867 wurde er Bezirksrabbiner in Mergentheim als Nachfolger des Rabbiners Max Sänger, der eine Stelle in Hamburg angetreten hatte.
Gunzenhauser war verheiratet, aber bald nach der Hochzeit verwitwet.
Samson Gunzenhauser starb im Februar 1893 im Alter von fast 63 Jahren, als er an einer Beerdigung teilnahm. Er wurde auf dem Jüdischen Friedhof Mergentheim begraben.

## Veröffentlichungen
- Divrē Tōrāh. Betrachtungen über die Bibel und unserer Weisen Aussprüche in Predigten. Stuttgart 1863. Neuausgabe unter dem Titel:
- Kurz und gut! Zwanzig Predigten für Feste, Sabbathe und Gelegenheiten. Zum Gebrauch der Prediger, Vorbeter und Lehrer in kleineren Gemeinden. Schletter’sche Buchhandlung, Breslau 1870 (Digitalisat in der Freimann-Sammlung).